# يانيس هورن
يانيس هورن (بالألمانية: Jannes Horn)‏ (6 فبراير 1997 ببراونشفايغ في ألمانيا - ) هو لاعب كرة قدم ألماني في مركز الدفاع. لعب مع نادي فولفسبورغ.

## وصلات خارجية
- جانيس هورن على موقع الدوري الأمريكي (الإنجليزية)
- جانيس هورن على موقع قاعدة بيانات كرة القدم.إي يو (الإنجليزية)
- جانيس هورن على موقع Soccerway.com (الإنجليزية)
- جانيس هورن على موقع عالم كرة القدم.نت (الإنجليزية)
- جانيس هورن على موقع AS.com (الإسبانية)